# 国道40号線 (韓国)
国道40号線（こくどう40ごうせん、唐津-公州線、ハングル: 국도 제40호선）は、大韓民国忠清南道唐津市から同道公州市新官洞へ至る大韓民国の一般国道である。本来は忠清南道礼山郡と公州市を結ぶ国道であったが、2009年5月唐津-盈徳高速道路が開通とともに古德インターチェンジの進出入路と接している地方道622号線の一部区間である礼山郡德山面から唐津市合徳邑までの区間が国道に昇格し、唐津市と公州市を結ぶ区間となった。

## 歴史
- 1981年3月14日 : 一般国道路線指定令により国道第40号線大川-公州線になる。
- 1996年7月1日 : 起点の名称を忠清南道大川市から保寧市を変更する。
- 2001年8月25日 : 起点を既存の忠清南道公州市にて同道唐津郡[1]て延長する。これにより、唐津~公州線に名称が変更される。

## 通過する自治体
- 忠清南道
  - 唐津市 - 礼山郡 - 洪城郡 - 保寧市 - 扶餘郡 - 公州市

## 通過する道路
高速道路
- 西海岸高速道路
- 論山-天安高速道路
- 唐津-盈徳高速道路
- 舒川-公州高速道路

国道
- 国道4号線
- 国道21号線 (韓国)
- 国道23号線
- 国道29号線 (韓国)
- 国道32号線 (韓国)（朝鮮語版）
- 国道34号線 (韓国)（朝鮮語版）
- 国道36号線 (韓国)（朝鮮語版）
- 国道38号線 (韓国)（朝鮮語版）
- 国道39号線
- 国道45号線 (韓国)（朝鮮語版）
- 国道77号線